# Colin Edwards

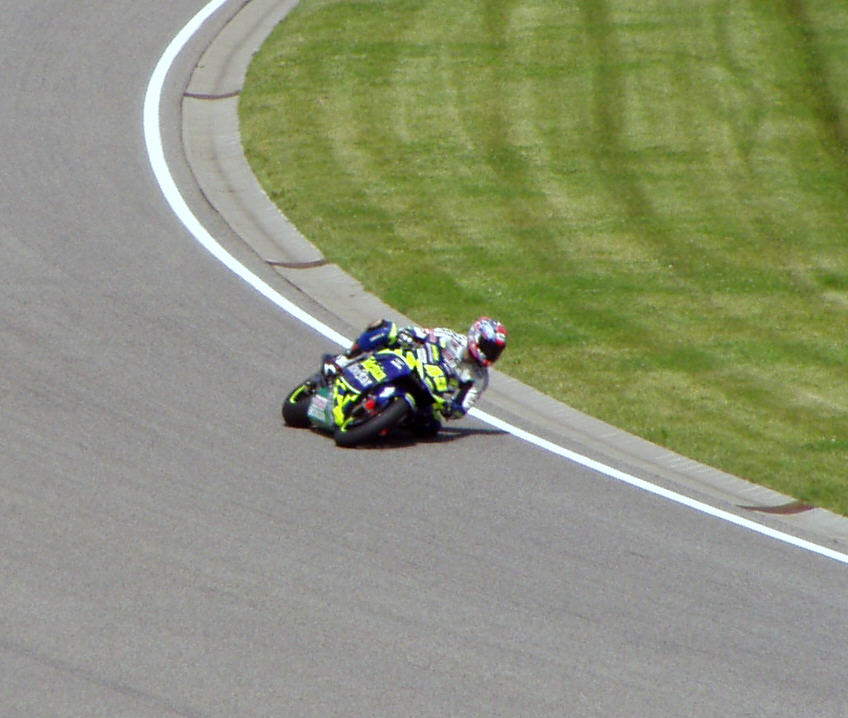
Colin Edwards, Sachsenring 2004.

Colin Edwards, född 27 februari 1974 i Houston, Texas, är en amerikansk roadracingförare som tävlade i Superbike 1995-2002 och MotoGP 2003-2014. Han blev världsmästare i Superbike två gånger, säsongen 2000 och säsongen 2002. Edwards har smeknamnet Texas Tornado.

## Karriär

### Superbike
Den unge Edwards började tävla i motocross innan han 16 år gammal gick över till roadracing. Han tävlade i AMA Superbike 1993-1994. Edwards debuterade i Superbike-VM 1995 för Yamahas fabriksstall. Han tog sin första pallplats 1996. Samma år vann han Suzuka 8-timmars tillsammans med Norioki Haga. Säsongen 1997 blev förstörd av skador.
Till 1998 gick Edwards över till Honda. Han tog sina första 3 segrar och blev femma i VM. 1999 tog han 5 heatsegrar och blev VM-tvåa. Superbike-VM 2000 blev Edwards världsmästare efter 8 heatsegrar. Edwards tog 3 segrar 2001 och blev VM-tvåa efter Troy Bayliss, men 2002 vann han tillbaka VM-titeln efter 11 heatsegrar. 

### MotoGP
Edwards gick därefter till MotoGP-klassen och körde för Aprilia 2003 och Gresini Honda 2004. Säsongerna 2005, 2006 och 2007 körde han för Yamahas fabriksstall som teamkamrat till Valentino Rossi. Edwards vann inga GP-segrar, men ett flertal pallplatser. Från och med säsongen 2008 till 2011 körde han för Tech 3 Yamaha. Han blev sjua i VM 2008, femma 2009, elva 2010 och nia 2011.
2012 körde Edwards inte längre på en prototypmotorcykel, utan för CRT-teamet NGM Mobile Forward Racing på en motorcykel av fabrikatet Suter-BMW och slutade på tjugonde plats i världsmästerskapen. Han fortsatte för Forward Racing 2014. Teamet leasade motor och chassi från Yamaha. Edwards hade svårt att anpassa sin körstil till den nya motorcykeln och hans resultat var klart sämre än stallkamraten Aleix Espargarós. Vid hemmatävlingen Amerikas Grand Prix berättade Edwards att 2014 var hans sista säsong och han slutade efter Indianapolis Grand Prix. Han ersattes av Alex De Angelis. Edwards fick därefter jobb som testförare hos Yamaha med inriktning mot att testa däck från Michelin, som 2016 ersätter Bridgestone som däcksleverantör i MotoGP.
| Säsong | Klass     | Plac. | Poäng | Segrar | Starter | Motorcykel     | Team                             | Startnr |
| ------ | --------- | ----- | ----- | ------ | ------- | -------------- | -------------------------------- | ------- |
| 1995   | Superbike | 11    | 141   |        | 20      | Yamaha         |                                  |         |
| 1996   | Superbike | 5     | 248   |        | 20      | Yamaha         |                                  |         |
| 1997   | Superbike | 12    | 79    |        | 8       | Yamaha         |                                  |         |
| 1998   | Superbike | 5     | 279,5 | 3      | 24      | Honda          | Castrol Honda                    | 45      |
| 1999   | Superbike | 2     | 361   | 5      | 26      | Honda          | Castrol Honda                    | 5       |
| 2000   | Superbike | 1     | 400   | 8      | 26      | Honda          | Castrol Honda                    | 2       |
| 2001   | Superbike | 2     | 333   | 4      | 25      | Honda          | Castrol Honda                    | 1       |
| 2002   | Superbike | 1     | 552   | 11     | 26      | Honda          | Castrol Honda                    | 2       |
| 2003   | MotoGP    | 13    | 62    |        | 16      | Aprilia        | Alice Aprilia Racing             | 45      |
| 2004   | MotoGP    | 5     | 157   |        | 16      | Honda          | Telefonica Movistar Honda MotoGP | 45      |
| 2005   | MotoGP    | 4     | 179   |        | 17      | Yamaha         | Gauloises Yamaha Team            | 5       |
| 2006   | MotoGP    | 7     | 124   |        | 17      | Yamaha         | Camel Yamaha Team                | 5       |
| 2007   | MotoGP    | 9     | 124   |        | 18      | Yamaha         | Fiat Yamaha Team                 | 5       |
| 2008   | MotoGP    | 7     | 144   |        | 18      | Yamaha         | Tech 3 Yamaha                    | 5       |
| 2009   | MotoGP    | 5     | 169   |        | 17      | Yamaha         | Monster Yamaha Tech 3            | 5       |
| 2010   | MotoGP    | 11    | 103   |        | 18      | Yamaha         | Monster Yamaha Tech 3            | 5       |
| 2011   | MotoGP    | 9     | 109   |        | 15      | Yamaha         | Monster Yamaha Tech 3            | 5       |
| 2012   | MotoGP    | 20    | 27    |        | 16      | Suter          | NGM Mobile Forward Racing        | 5       |
| 2013   | MotoGP    | 14    | 41    |        | 18      | FTR Kawasaki   | NGM Mobile Forward Racing        | 5       |
| 2014   | MotoGP    | 22    | 11    |        | 10      | Forward Yamaha | NGM Forward Racing               | 5       |

## Statistik MotoGP

### Andraplatser
| Nr | Grand Prix     | År   |
| -- | -------------- | ---- |
| 1  | Storbritannien | 2004 |
| 2  | Qatar          | 2004 |
| 3  | USA            | 2005 |
| 4  | Storbritannien | 2007 |
| 5  | Storbritannien | 2009 |

### Tredjeplatser
| Nr | Grand Prix     | År   |
| -- | -------------- | ---- |
| 1  | Frankrike      | 2005 |
| 2  | TT Assen       | 2005 |
| 3  | Kina           | 2006 |
| 4  | Spanien        | 2007 |
| 5  | Frankrike      | 2008 |
| 6  | TT Assen       | 2008 |
| 7  | Storbritannien | 2011 |

## Segrar Superbike
| Nr | Bana           | Heat | År   |
| -- | -------------- | ---- | ---- |
| 1  | Monza          | 1    | 1998 |
| 2  | Monza          | 2    | 1998 |
| 3  | Brands Hatch   | 1    | 1998 |
| 4  | Donington Park | 2    | 1999 |
| 5  | Albacete       | 2    | 1999 |
| 6  | Brands Hatch   | 1    | 1999 |
| 7  | Brands Hatch   | 2    | 1999 |
| 8  | A1 Ring        | 1    | 1999 |
| 9  | Kyalami        | 1    | 2000 |
| 10 | Kyalami        | 2    | 2000 |
| 11 | Donington Park | 1    | 2000 |
| 12 | Monza          | 2    | 2000 |
| 13 | Assen          | 1    | 2000 |
| 14 | Oschersleben   | 1    | 2000 |
| 15 | Oschersleben   | 2    | 2000 |
| 16 | Brands Hatch   | 2    | 2000 |
| 17 | Kyalami        | 1    | 2001 |
| 18 | Phillip Island | 1    | 2001 |
| 19 | Lausitzring    | 1    | 2001 |
| 20 | Oschersleben   | 1    | 2001 |
| 21 | Sugo           | 1    | 2002 |
| 22 | Silverstone    | 1    | 2002 |
| 23 | Laguna Seca    | 2    | 2002 |
| 24 | Brands Hatch   | 1    | 2002 |
| 25 | Brands Hatch   | 2    | 2002 |
| 26 | Oschersleben   | 1    | 2002 |
| 27 | Oschersleben   | 2    | 2002 |
| 28 | Assen          | 1    | 2002 |
| 29 | Assen          | 2    | 2002 |
| 30 | Imola          | 1    | 2002 |
| 31 | Imola          | 2    | 2002 |